# San Dionisio, Zacatecas
San Dionisio är en ort i Mexiko.   Den ligger i kommunen Villa González Ortega och delstaten Zacatecas, i den centrala delen av landet, 400 km nordväst om huvudstaden Mexico City. San Dionisio ligger 2 140 meter över havet och antalet invånare är 298.
Terrängen runt San Dionisio är en högslätt. Runt San Dionisio är det ganska glesbefolkat, med 45 invånare per kvadratkilometer. Närmaste större samhälle är Villa González Ortega, 8,1 km väster om San Dionisio. Omgivningarna runt San Dionisio är i huvudsak ett öppet busklandskap.